# Brasão de Caetité
O brasão de Caetité, município do estado da Bahia, foi criado pela Lei Municipal Nº 522 de 2001, sendo um dos símbolos oficiais da cidade, conforme o Art. 6º da sua Lei Orgânica.
Representa as cores oficiais do município (azul, branco e amarelo), e suas principais riquezas: o urânio e a ametista.
A inscrição "Solus Amor Ædificat" traz, em latim, o lema da cidade: Só o amor constrói".